# Neferu

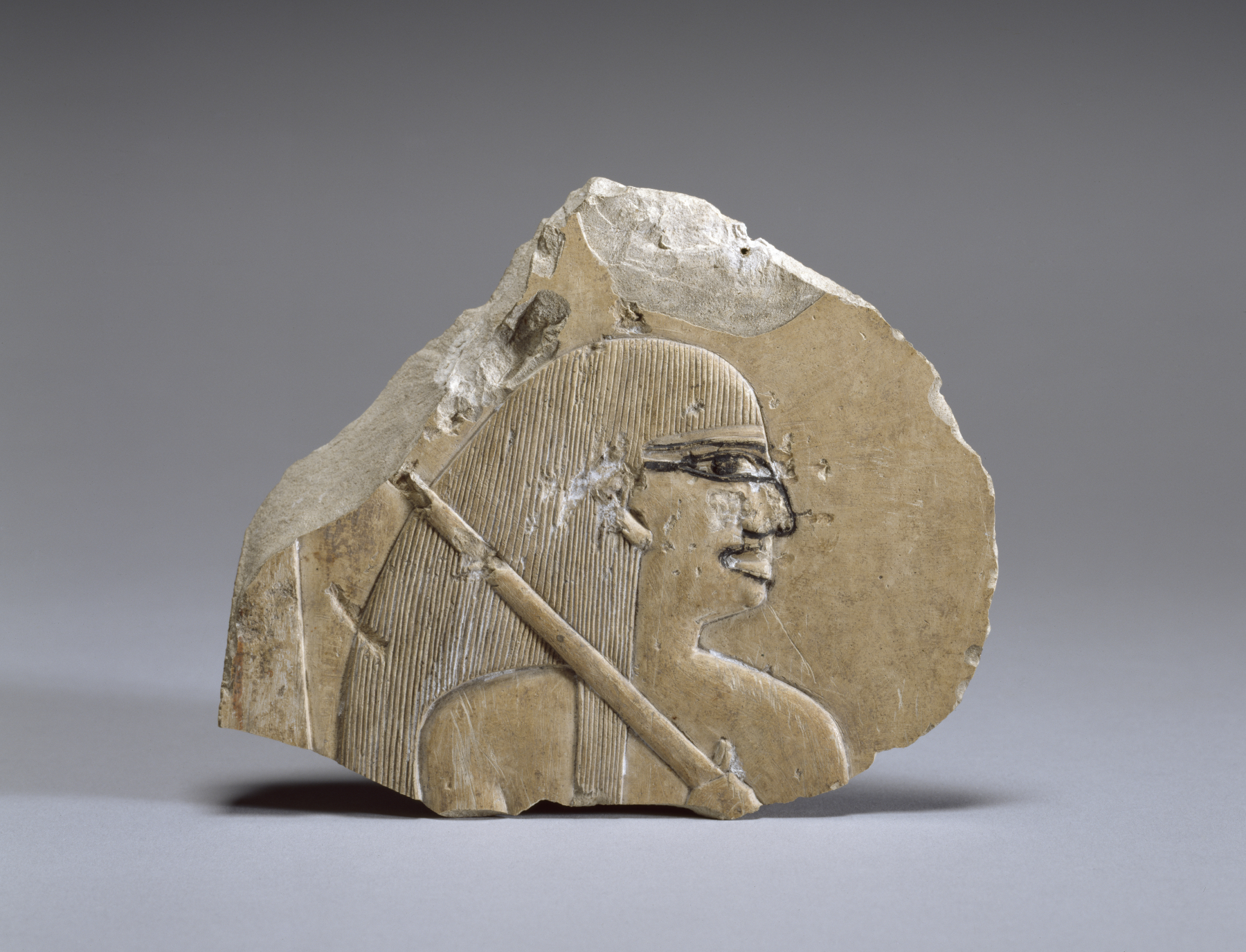
Relief einer Frau die einen Sonnenschirm trägt, aus Neferus Grab TT319.

Neferu war die „königliche Gemahlin“ des altägyptischen Königs (Pharaos) Mentuhotep II., der während der 11. Dynastie  um  2000 v. Chr. regierte. Sie war die Tochter der Jaah, die auch die Mutter des Königs war. Der Name ihres Vaters ist nicht überliefert, doch war sie „Königstochter“ (Sat-nesut). Ihr Grab mit der Nummer TT319 befindet sich neben dem Totentempel ihres Gemahls in Deir el-Bahari.